# Jesper Bech
Jesper Bech est un footballeur danois, né le 25 mai 1982 à Klampenborg au Danemark. Il évolue comme attaquant.

## Sélection nationale
Jesper Bech a obtenu sa première sélection le 15 novembre 2006 à Prague lors d'un match amical contre la République tchèque. Il remplace Peter Løvenkrands au cours de la seconde mi-temps de ce match qui se termine sur un score nul (1-1).
Il fait sa réapparition dans le groupe trois ans plus tard en 2009. Il apparait notamment sur le banc des remplaçants lors d'un match qualificatif pour la Coupe du monde 2010 contre la Hongrie.

## Palmarès
FC Copenhague
- Champion du Danemark (1) : 2004
- Vainqueur de la Coupe du Danemark (1) : 2004

 Silkeborg IF
- Champion du Danemark de D2 (1) : 2014